# Liste japanischer Erfinder und Entdecker
Die Liste japanischer Erfinder und Entdecker ist eine Liste von Erfindern und Entdeckern aus Japan in alphabetischer Reihenfolge des Familiennamens.

## A
- Momofuku Ando, Erfinder der Instantnudeln
- Isamu Akasaki, Physiker, Miterfinder der ersten blauen Leuchtdiode (LED)
- Hiroshi Amano, Physiker, Miterfinder der ersten blauen Leuchtdiode (LED)

## G
- Hiraga Gennai, Gelehrter, Erfinder und Schriftsteller

## H
- Hakaru Hashimoto, Chirurg, Erstbeschreibung der Hashimoto-Thyreoiditis (Autoimmunthyreoiditis)
- Kazuo Hashimoto
- Shigeo Hirose, Schlangen-Roboter, verschiedene andere Robotervarianten Honda Kōtarō

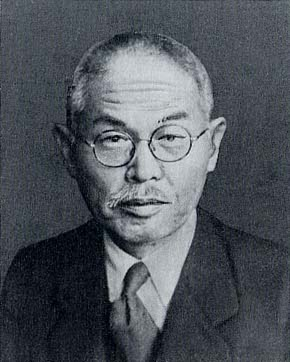
Honda Kōtarō

- Kotaro Honda, Physiker, Erfinder von magnetischen Stahlsorten (1917 KS-Stahl, KS für Kichiei Sumitomo, 1933 weiterentwickelt zu noch besserem NKS-Stahl, für New KS-Steel) für Dauermagnete

## I
- Kunitomo Ikkansai
- Kikunae Ikeda, Chemiker, 1907 entdeckte er den fünften Geschmackssinn, den er Umami (von jap. „umai“: „fleischig und herzhaft“, „wohlschmeckend“) nannte. 1908 isolierte er kristallines Mononatriumglutamat aus Kombu (Seetang) und stellte die Verbindung zwischen Glutamat und der geschmacksverstärkenden Wirkung des Seetangs her. Ikedas Erfindung wird heute als Gewürz Ajinomoto vertrieben Kikunae Ikeda
- Mamoru Imura

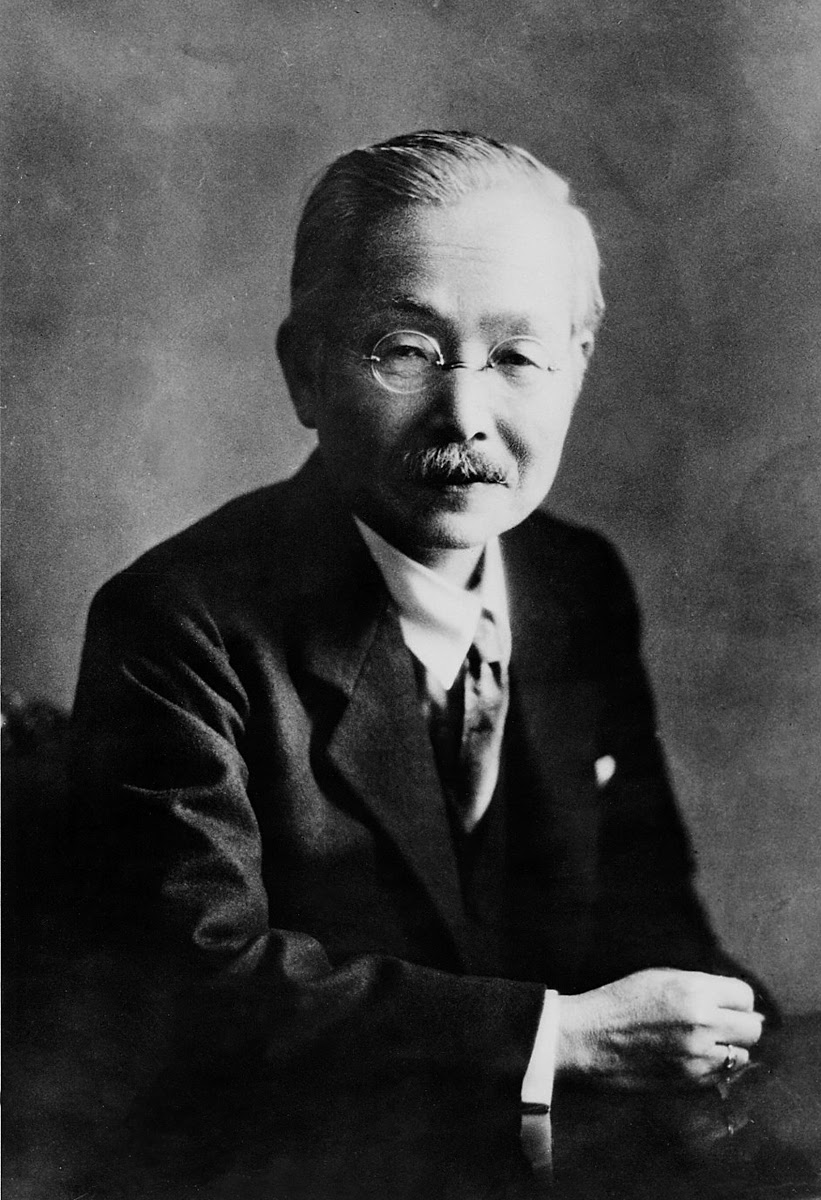
Kikunae Ikeda

- Daisuke Inoue, Erfinder der Karaoke-Maschine
- Toshio Iue
- Toru Iwatani, Erfinder des Videospiels Pac-Man

## K
- Satori Kato, löslicher Kaffee
- Makoto Kobayashi, Physiker, Nobelpreisträger 2008 – „für die Entdeckung des Ursprungs der gebrochenen Symmetrie, welche die Existenz von mindestens drei Quarkfamilien voraussagt“ (gemeinsam mit Toshihide Masukawa)
- Kenji Kawakami, Chindōgu
- Hino Kumazō

## M
- Aki Maita, Tamagotchi, 1996 Toshihide Masukawa, 2008

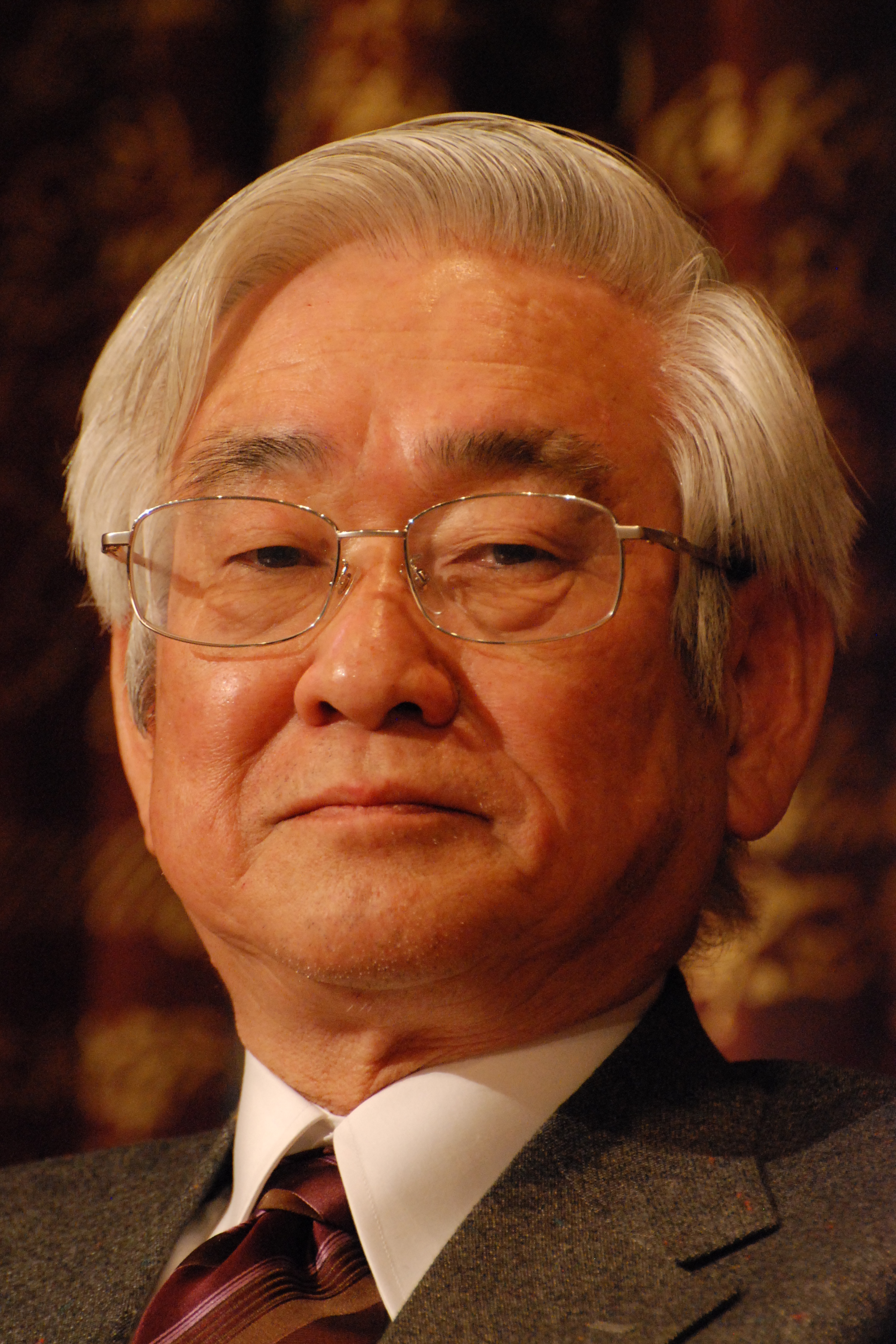
Toshihide Masukawa, 2008

- Toshihide Masukawa, Physiker, Nobelpreisträger 2008 – „für die Entdeckung des Ursprungs der gebrochenen Symmetrie, welche die Existenz von mindestens drei Quarkfamilien voraussagt“ (gemeinsam mit Makoto Kobayashi)
- Fujio Masuoka
- Konosuke Matsushita, Industrieller, der das Unternehmen Matsushita Electric, inzwischen umbenannt in Panasonic Corporation, im Vorort Kadoma der japanischen Metropole Ōsaka, nahe der Keihan-Eisenbahnlinie nach Kyōto gründete. Japaner verehren ihn als „Gott des Managements“
- Kokichi Mikimoto,  vollrunde Zuchtperle
- Tokushichi Mishima, MKM Stahl
- Shigeru Miyamoto, Informatiker, Donkey Kong, Super Mario, The Legend of Zelda
- Yasukichi Murakami

## N
- Nagai Nagayoshi, Chemiker, Synthese von Methamphetamin, 1893
- Ei-ichi Negishi, Chemiker, Nobelpreisträger 2010 – „für Palladium-katalysierte Kreuzkupplungen in organischer Synthese“ (gemeinsam mit dem Japaner Akira Suzuki und dem US-Amerikaner Richard F. Heck) Nakamatsu Yoshirō

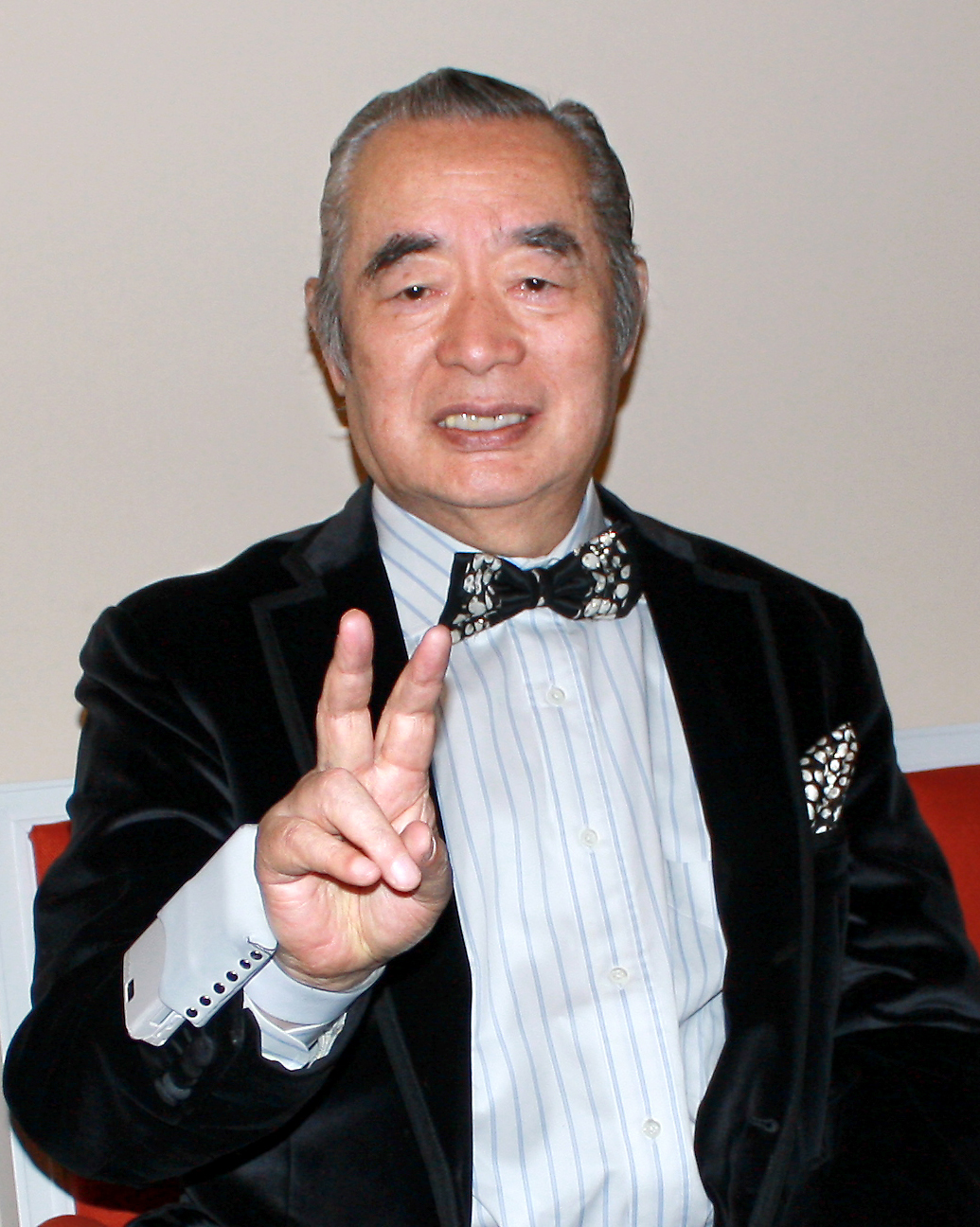
Nakamatsu Yoshirō

- Yoshiro Nakamatsu, 1952 erhielt er ein Patent für eine frühe Form der Diskette inkl. Laufwerk. Er behauptet, 1979 etwa ein Dutzend Patente an IBM lizenziert zu haben, was ein IBM-Sprecher jedoch bestreitet. Weitere Patente wie auf ein Putt-Übungsgerät für Golfer, einen Apparat zur direkten Umwandlung von Strahlungsenergie wie Licht oder Hitze in Rotationsenergie oder ein Energiesystem zur Zufuhr von Wasserstoff-Benzin-Gemisch in Motoren zeigen die ungeheure Vielfalt NakaMats
- Shuji Nakamura, Physiker, Entwickler der ersten blauen Leuchtdiode (LED)
- Takeo Nakasawa, Mathematiker, Theorie des Matroids
- Yōichirō Nambu, Physiker, Nobelpreisträger 2008 – „für die Entdeckung des Mechanismus der spontanen Symmetriebrechung in der Elementarteilchenphysik“
- Chūhachi Ninomiya
- Jun’ichi Nishizawa, Elektrotechniker, Miterfinder von Lichtwellenleiter, Static Induction Transistor (SIT), Laserdiode, PIN-Diode
- Yasujirō Niwa

## O
- Akira Ogata, Chemiker, Synthese von Methamphetamin in kristalliner Form
- Takayuki Ohira, Planetarium-Projektor Megastar
- Katsuhiko Okamoto, Modifikationen des Zauberwürfels

## S
- Kitasato Shibasaburō, Mediziner, 1897 fand er zusammen mit seinem Studenten Kiyoshi Shiga den Erreger der Dysenterie, der nach ihm Shigella dysenteriae benannt wurde
- Osamu Shimomura, Chemiker, Nobelpreisträger 2008 – „für die Entdeckung und Weiterentwicklung des grün fluoreszierenden Proteins“ (gemeinsam mit den US-Amerikanern Martin Chalfie und Roger Tsien)
- Hideki Shirakawa, Chemiker, Nobelpreisträger 2000 – „für die Entdeckung und Entwicklung von leitenden Polymeren“ (gemeinsam mit dem US-Amerikaner Alan J. Heeger und dem Neuseeländer Alan MacDiarmid) Sakuma Shozan

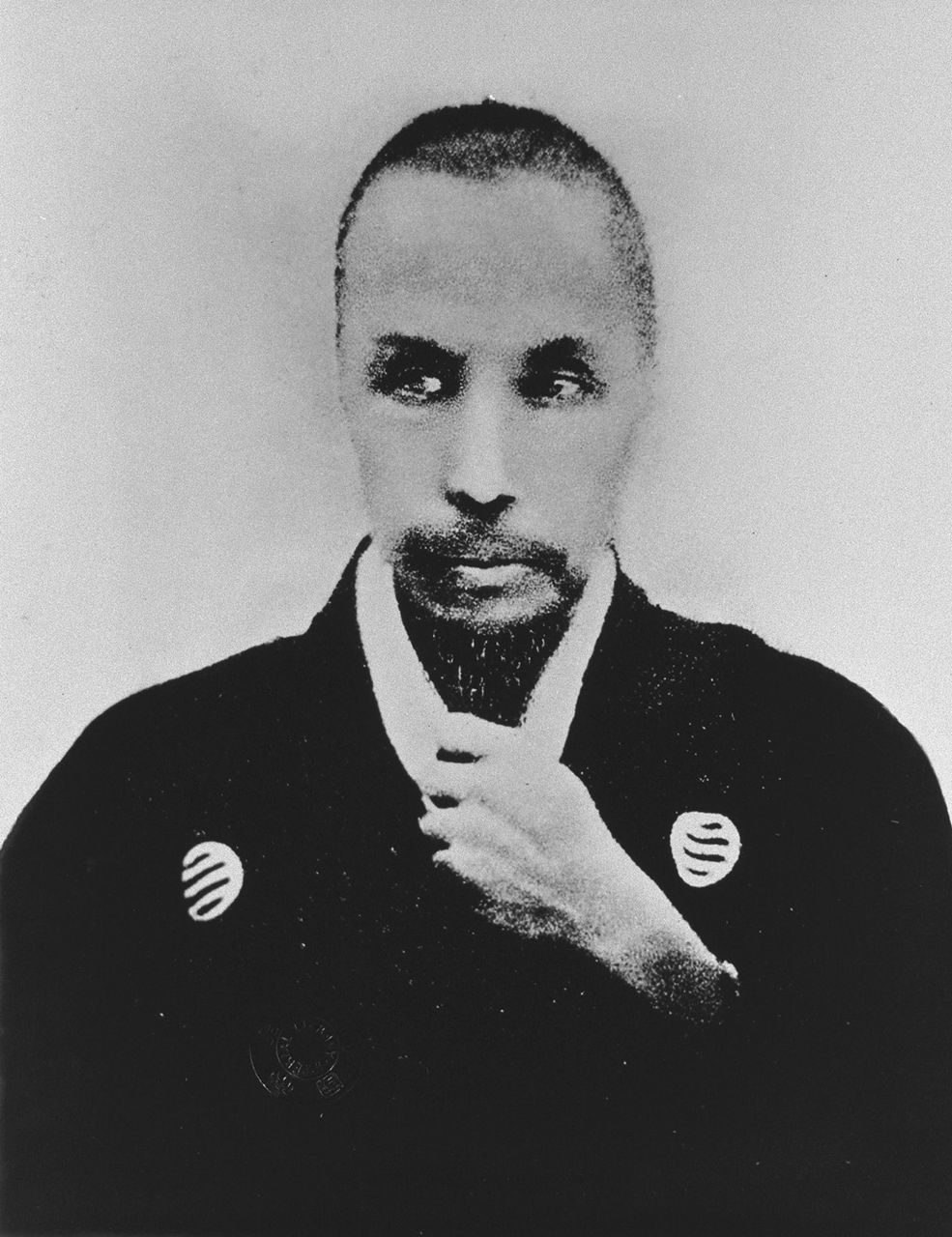
Sakuma Shozan

- Sakuma Shōzan,  Politiker, Erfinder und Gelehrter der Edo-Zeit
- Kyota Sugimoto, Exemplar einer Schreibmaschine
- Nobuchika Sugimura
- Akira Suzuki, Chemiker, Nobelpreisträger 2010 – „für Palladium-katalysierte Kreuzkupplungen in organischer Synthese“ (gemeinsam mit dem Japaner Ei-ichi Negishi und dem US-Amerikaner Richard F. Heck)
- Umetaro Suzuki, Chemiker, Vitamin B1

## T
- Ono Taiichi, Toyota-Produktionssysteme Kanban und Just-in-time 1950 bis 1982
- Satoshi Tajiri: Erfinder von Pokémon
- Kenjiro Takayanagi, Miterfinder des Schwarzweiß-Fernsehers, 1926
- Taro Takemi Takamine Jōkichi

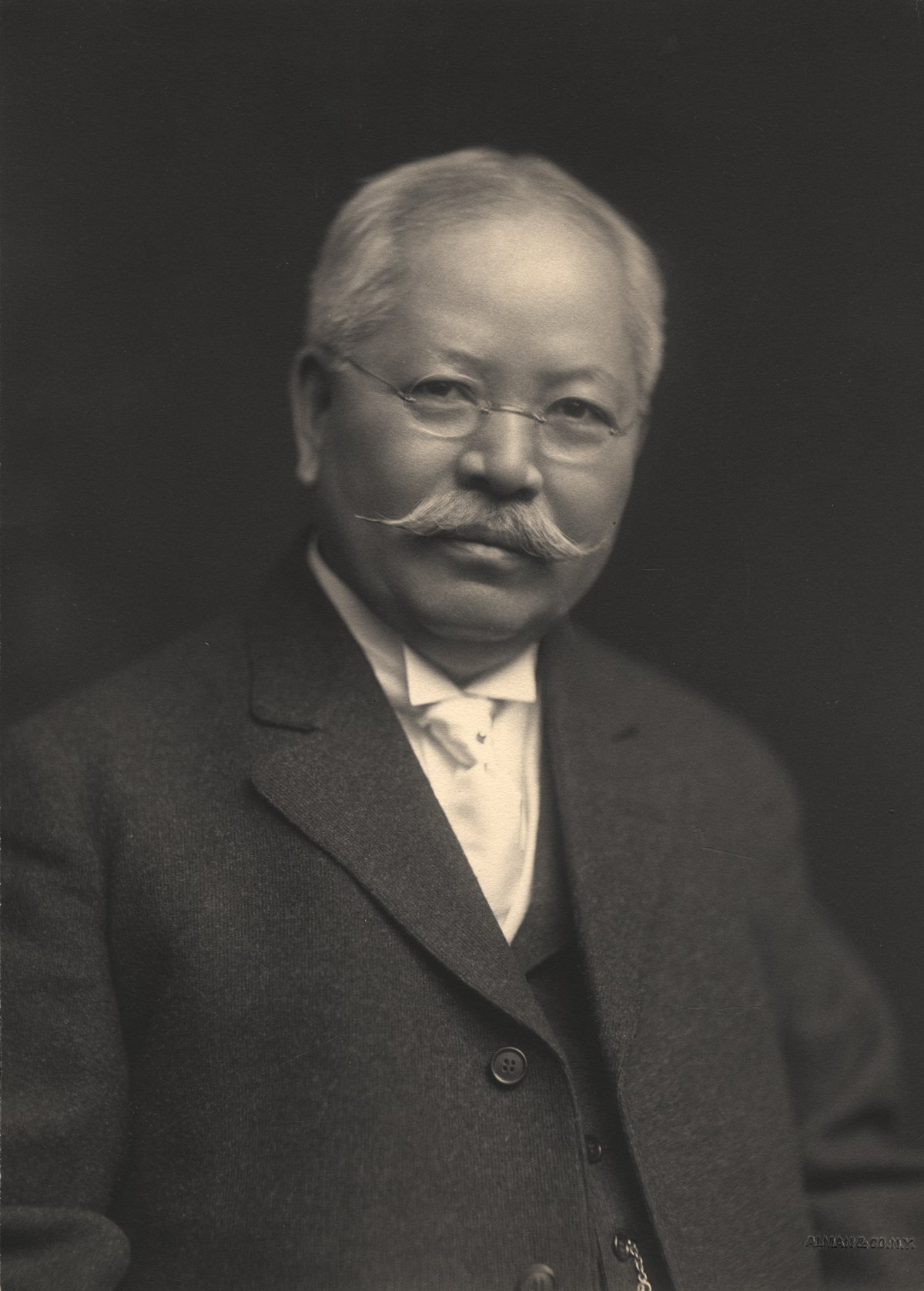
Takamine Jōkichi

- Jokichi Takamine, erster Wissenschaftler, der das Hormon Adrenalin isolieren konnte
- Sakichi Toyoda, Erfinder von Verbesserungen für Webstühle

## U
- Shintaro Uda,  Elektrotechniker, Miterfinder der Yagi-Uda-Antenne (gemeinsam mit Hidetsugu Yagi)

## Y
- Takashi Yabe, MAGIC Motor
- Hidetsugu Yagi Elektrotechniker, Miterfinder der Yagi-Uda-Antenne (gemeinsam mit Shintaro Uda)
- Shunpei Yamazaki
- Ryōichi Yazu Yukawa Hideki

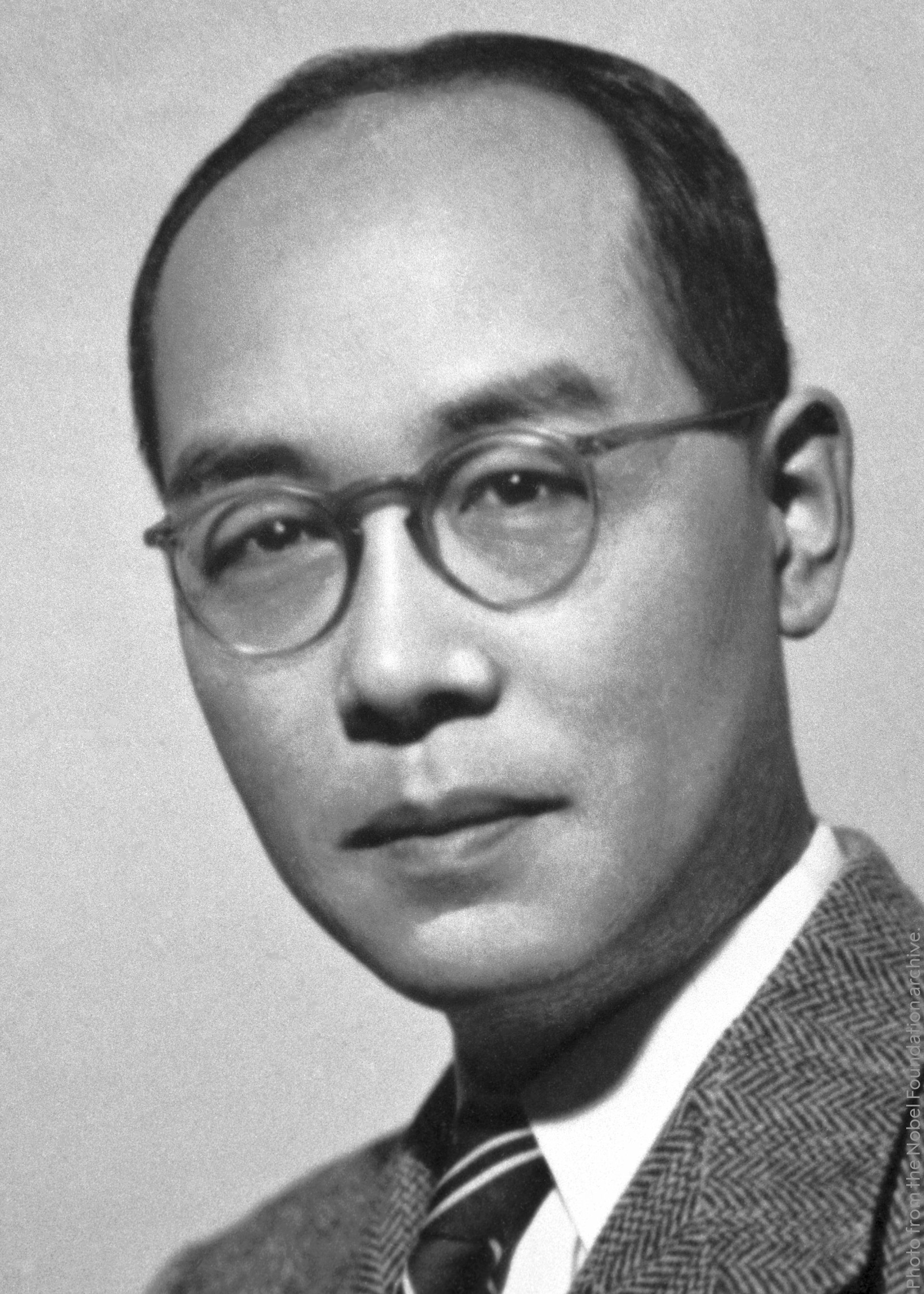
Yukawa Hideki

- Hideki Yukawa, Physiker, Nobelpreisträger 1949 – „für seine auf der Theorie der Kernkräfte beruhende Vorhersage der Existenz der Mesonen“